# Choroby neurodegeneracyjne
Choroby neurodegeneracyjne (gr./łac. νέυρο- (néuro-) = „nerwowy” oraz dēgenerāre, „degenerować”) – grupa wrodzonych lub nabytych postępujących chorób układu nerwowego, w których podstawowym zjawiskiem patologicznym jest utrata komórek nerwowych.
W wyniku procesu chorobowego dochodzi do wystąpienia szeregu objawów uszkodzeń neurologicznych, które generalnie można podzielić na:
- związane z funkcją motoryczną (np. ataksja)
- związane z pamięcią i powodujące demencję.

Proces prowadzący do wystąpienia objawów choroby neurodegeneracyjnej rozpoczyna się znacznie wcześniej i przebiega przez długi czas (często latami) bezobjawowo. Pierwsze objawy pojawiają się kiedy znacząca liczba neuronów ulegnie uszkodzeniu lub uszkodzenie dotyczy określonej części ośrodkowego układu nerwowego.
W przypadku chorób neurodegeneracyjnych procedura wprowadzenia nowego leku na rynek jest dłuższa, droższa i bardziej ryzykowana niż w przypadku innych leków.
Do oceny zaniku kory mózgowej stosuje się tomografię komputerową lub rezonans magnetyczny który następnie oceniany jest metodą wzrokowa lub komputerową.
Do chorób neurodegeneracyjnych należą:
- choroba Alzheimera
- choroba Parkinsona
- stwardnienie zanikowe boczne (ALS)
- pląsawica Huntingtona
- choroba Alexandra
- choroba Alpersa
- zespół ataksja-teleangiektazja
- choroba Spielmeyera-Vogta-Sjögrena
- choroba Canavan
- zespół Cockayne’a
- choroba Pelizaeusa-Merzbachera
- choroba Refsuma
- zwyrodnienie tylnosznurowe w przebiegu niedokrwistości Addisona-Biermera
- ataksja rdzeniowo-móżdżkowa
- postępujące porażenie nadjądrowe
- rdzeniowy zanik mięśni.